# Barchfeld-Immelborn
Barchfeld-Immelborn est une municipalité allemande du land de Thuringe, dans l'arrondissement de Wartburg, au centre de l'Allemagne.

## Personnalités liées à la ville
- Wilhelm Christoph Kriegsmann (1633-1679), théologien né à Barchfeld.
- Johann Balthasar Christian Freislich (1687-1764), compositeur né à Immelborn.
- Charles de Hesse-Philippsthal-Barchfeld (1784-1854), landgrave de Hesse-Philippsthal-Barchfeld, né à Barchfeld.
- Guillaume de Hesse-Philippsthal-Barchfeld (1786-1834), général né à Barchfeld.
- Ernest de Hesse-Philippsthal-Barchfeld (1789-1850), général né à Barchfeld.